# 东关街道 (康平县)
东关街道，是中华人民共和国辽宁省沈阳市康平县下辖的一个乡镇级行政单位。原东关屯镇于2012年撤销设立街道办事处（辽政[2012]192号文件批复）。

## 行政区划
东关街道下辖以下地区：
关家屯村、五棵树村、陶岱屯村、泡子沿村、梁家窝堡村、三台子村、钱家窝堡村、拉马屯村、孙白窝堡村、嘎叭屯村和苏家岗村。